# Anglars-Juillac
Anglars-Juillac è un comune francese di 359 abitanti situato nel dipartimento del Lot nella regione dell'Occitania.

## Società

### Evoluzione demografica
Abitanti censiti